# Протопопов, Гавриил Александрович
Священномученик Гавриил Слободской (Гавриил Александрович Протопопов) — иерей, священномученик, местночтимый святой Украинской Православной Церкви.

## Биография
Родился 26 марта 1880 года в селе Печенеги близ Харькова. Приняв священство, подвижник на момент ареста 17 марта 1938 года служил в харьковском Трехсвятительском храме. Обвиненный в подрывной деятельности против советской власти, отец Гавриил был 15 апреля приговорен к расстрелу. Приговор привели  исполнение 23 мая 1938 года в городе Харькове.

## Канонизация
22 июня 1993 года Определением Священного Синода Украинской Православной Церкви принято решение о местной канонизации подвижника в Харьковской епархии, в Соборе новомучеников и исповедников Слободского края (день памяти – 19 мая (1 июня)).
Чин прославления подвижника состоялся во время визита в Харьков 3-4 июля 1993 года Предстоятеля Украинской Православной Церкви Блаженнейшего Митрополита Киевского и всея Украины Владимира, в кафедральном Благовещенском соборе города.